# Otto Kähler (Rechtsanwalt)
Otto Kähler (* 14. Juni 1875 in Ottensen; † 26. Januar 1955 in Itzehoe) war ein deutscher Rechtsanwalt, Notar und Rechtshistoriker.

## Leben
Otto Kähler wurde als Sohn des Pastors Gregor Clemens Kähler in Ottensen geboren. Er besuchte in Altona das Christianeum und studierte nach dem Abitur 1893 Rechtswissenschaft in Leipzig und Erlangen. 1898 wurde er promoviert, 1903 absolvierte er das Assessorexamen. Im Anschluss übernahm er die Stelle als Klostersyndikus und Klosterschreiber des Klosters Itzehoe und wurde zugleich Landessyndikus und Sekretär der Fortwährenden Deputation der Schleswig-Holsteinischen Prälaten und Ritterschaft, die ihn kurz vor seinem Examen in diese Position gewählt hatte.
Ab 1909 praktizierte Kähler dann als Rechtsanwalt und Notar in Kiel am dortigen Oberlandesgericht. Er führte zunächst gemeinsam mit Justizrat Boye Johannes Abraham die Kanzlei Abraham & Kähler, die er dann nach dessen Tod 1922 alleine unter seinem eigenen Namen weiterbetrieb. Am Ersten Weltkrieg nahm er als Reserveoffizier teil. Auch als „ein konsequenter Gegner der Nationalsozialisten“ konnte Kähler nach 1933 seinen Beruf weiter ausüben. Nachdem das Wohnhaus seiner Familie und auch die Kanzlei bei einem der Luftangriffe auf Kiel 1944 vollständig zerstört worden waren, zog er nach Itzehoe, wo er die Arbeit als Rechtsanwalt beim dortigen Amts- und Landgericht bis ins hohe Alter fortsetzte.
Neben seiner beruflichen Arbeit als Rechtsanwalt und Notar im engeren Sinne galt sein Interesse, wie es hieß, „mit gleicher Intensität dem Leben in seiner Gesamtheit, den wirtschaftlichen, sozialen, soziologischen und kulturellen Vorgängen.“ So war Kähler u. a. ab 1920 Mitglied der Prüfungskommission für die erste, und ab 1945 ebenso für die zweite juristische Staatsprüfung. Er war von 1910 bis 1924 Mitglied im Vorstand der Kleinbahnen Kiel-Schönberg und Kiel-Segeberg sowie zwischen 1949 und 1954 im Vorstand der Gesellschaft für Schleswig-Holsteinische Geschichte. Des Weiteren publizierte er in landes- und rechtshistorischen Zeitschriften zahlreiche Aufsätze zur Geschichte Schleswig-Holsteins. Zwei von ihm verfasste Werke, Kurzer Abriß der Geschichte der Schleswig-Holsteinischen Ritterschaft (bis zum Jahr 1867) sowie eine umfassendere Geschichte der Schleswig-Holsteinischen Ritterschaft (für die Zeit bis 1700), blieben hingegen unveröffentlicht.
Unter Juristen ist Otto Kähler bis in die Gegenwart als Verfasser des Schleswig-Holsteinischen Landesrechts bekannt, das 1908 und 1923 in zwei Auflagen erschien. Darin hatte er die mit dem Inkrafttreten des Bürgerlichen Gesetzbuches im Jahr 1900 unüberschaubare Zahl von weiterhin gültigen oder weiterwirkenden regionalen und lokalen Rechtsbestimmungen in Schleswig-Holstein dokumentiert und kommentiert. Sein Nachlass befindet sich im Landesarchiv Schleswig-Holstein.

## Auszeichnungen
- 1954 Verdienstkreuz des Verdienstordens der Bundesrepublik Deutschland (Bundesverdienstkreuz 1. Klasse)[8]

## Veröffentlichungen (Auswahl)
- Gründe und Umfang der Haftung des bösgläubigen Besitzers betreffend die vindicierte Sache. P. Meyer, Altona 1898 (Erlangen, Jur. Diss. v. 16. Okt. 1898). OCLC 252252644
- Die Entschädigung für Strafe und Untersuchungshaft. Nach den Reichsgesetzen vom 20. Mai 1898 und 14. Juli 1904 dargestellt für den praktischen Gebrauch. Waisenhaus, Halle a. S. 1904. LCCN 10-005644.
- Das Schleswig-Holsteinische Landesrecht. Eine Darstellung des in Schleswig, Holstein und Lauenburg seit Inkrafttreten des Bürgerlichen Gesetzbuches noch geltenden einheimischen Privatrechts – unter Berücksichtigung einiger Gebiete des öffentlichen Rechts sowie der Fragen der Übergangszeit. Augustin, Glückstadt 1908 (2. Auflage 1923, DNB 362502862).
- 100 Jahre der Gerichtseinheit in Schleswig-Holstein. Festrede, gehalten bei der Hundertjahresfeier des Oberlandesgerichts in Kiel am 18. Oktober 1934. Wachholtz, Neumünster 1934, DNB 361018983.
- Die diplomatische Tätigkeit des Kanzlers Freiherr Andreas Pauli von Liliencron im Rahmen des Gesamtstaates. In: Zeitschrift der Gesellschaft für Schleswig-Holsteinische Geschichte. Bd. 66, 1938, S. 38–139 (online)
- Geschichte des Gemeinschaftlichen Fonds der Schleswig-Holsteinischen Adeligen Klöster und Güter. Anläßlich des hundertjährigen Bestehens des Fonds und im Auftrage seiner Direktion bearbeitet von Otto Kähler. Howaldtsche Buchdruckerei, Kiel 1940, DNB 574193138.